# Barnabas Collins
Barnabas Collins (* 13. Mai 1836 in Ohio; † 5. Januar 1901 in Sacramento) war ein US-amerikanischer Politiker. Er gehörte der Republikanischen Partei an.

## Leben
Collins kandidierte 1900 im 7. Wahldistrikt (Butte County) für die California State Assembly und gewann am 6. November mit 51,4 % der Stimmen. Er wurde Vorsitzender des Ausschusses für Jagd und Fischerei und war Mitglied in zwei weiteren Komitees. Doch schon gut eine Woche nach seiner Vereidigung starb Collins unerwartet an einer Pneumonie. In den wenigen Tagen als Abgeordneter hatte er fünf Gesetzesvorlagen – vorwiegend seinen Wahlkreis betreffende "District Bills" – eingebracht.
Barnabas Collins wurde am Sacramento City Cemetery beigesetzt.